# Dębica Wschodnia
Dębica Wschodnia – przystanek kolejowy w Pustyni, w gminie Dębica, w powiecie dębickim, w województwie podkarpackim, w Polsce

## Ruch pasażerski
| Rok  | Wymiana pasażerska na dobę |
| ---- | -------------------------- |
| 2017 | 20-49                      |
| 2022 | 100-149                    |

## Historia
Dawniej znajdował się tutaj posterunek odgałęźny, który został otwarty w 1943 r. Później zamknięto go w latach 70. XX w. Do 2000 r. w obrębie byłego posterunku znajdował się przystanek służbowy Dębica Baza DOM, uruchomiony dla pracowników Bazy Nawierzchniowej PKP. W 2012 r. w ramach modernizacji linii nr 91 rozpoczęto budowę nowego przystanku osobowego Dębica Wschodnia, który został ukończony w 2014 r. Znajduje się teraz tuż po wschodniej stronie wiaduktu nad ul. Sandomierską, w ciągu drogi wojewódzkiej nr 985 wzdłuż granicy miasta Dębicy z Pustynią.